# مونتيسيلو

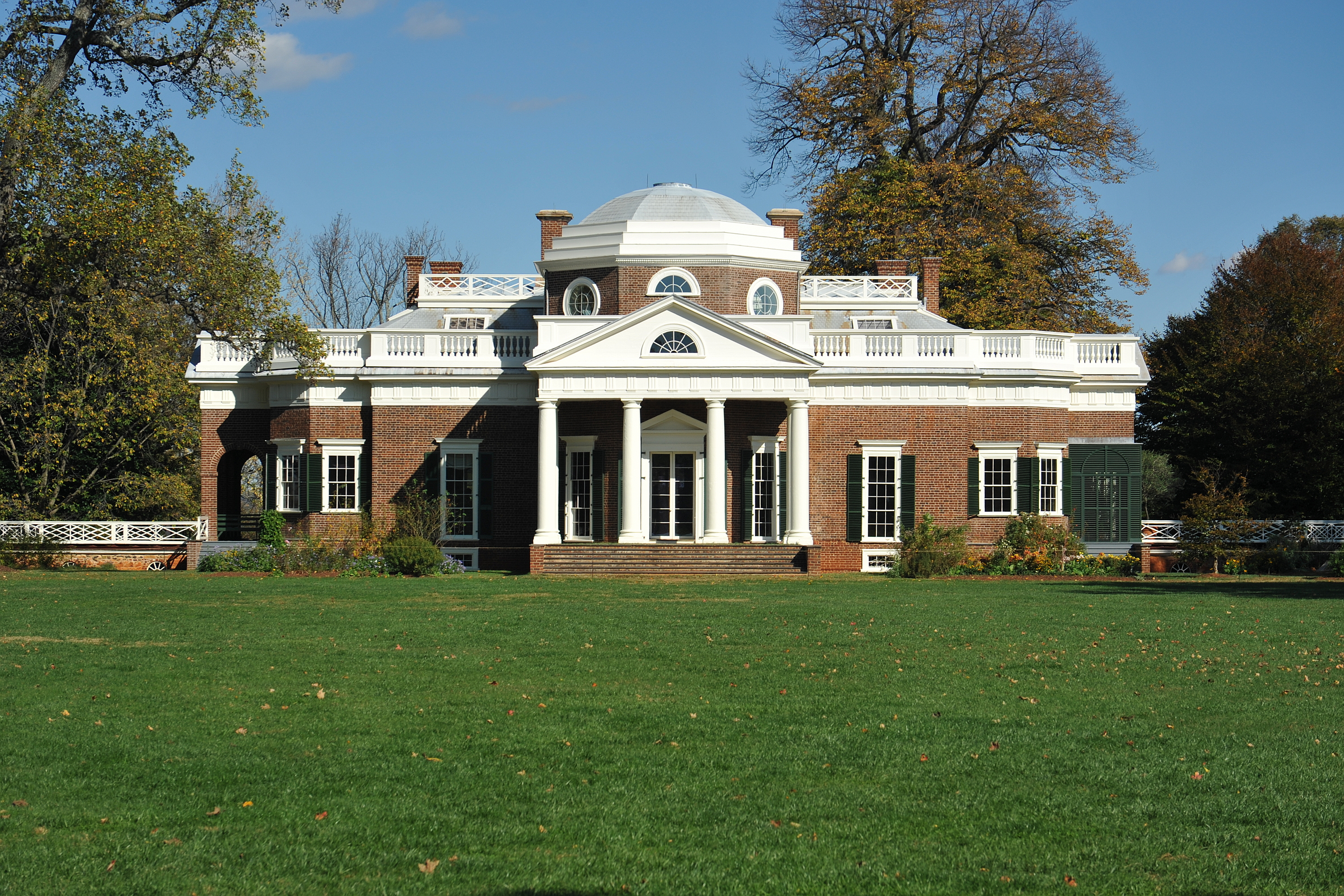
منزل مزرعة مونتيسيلو.

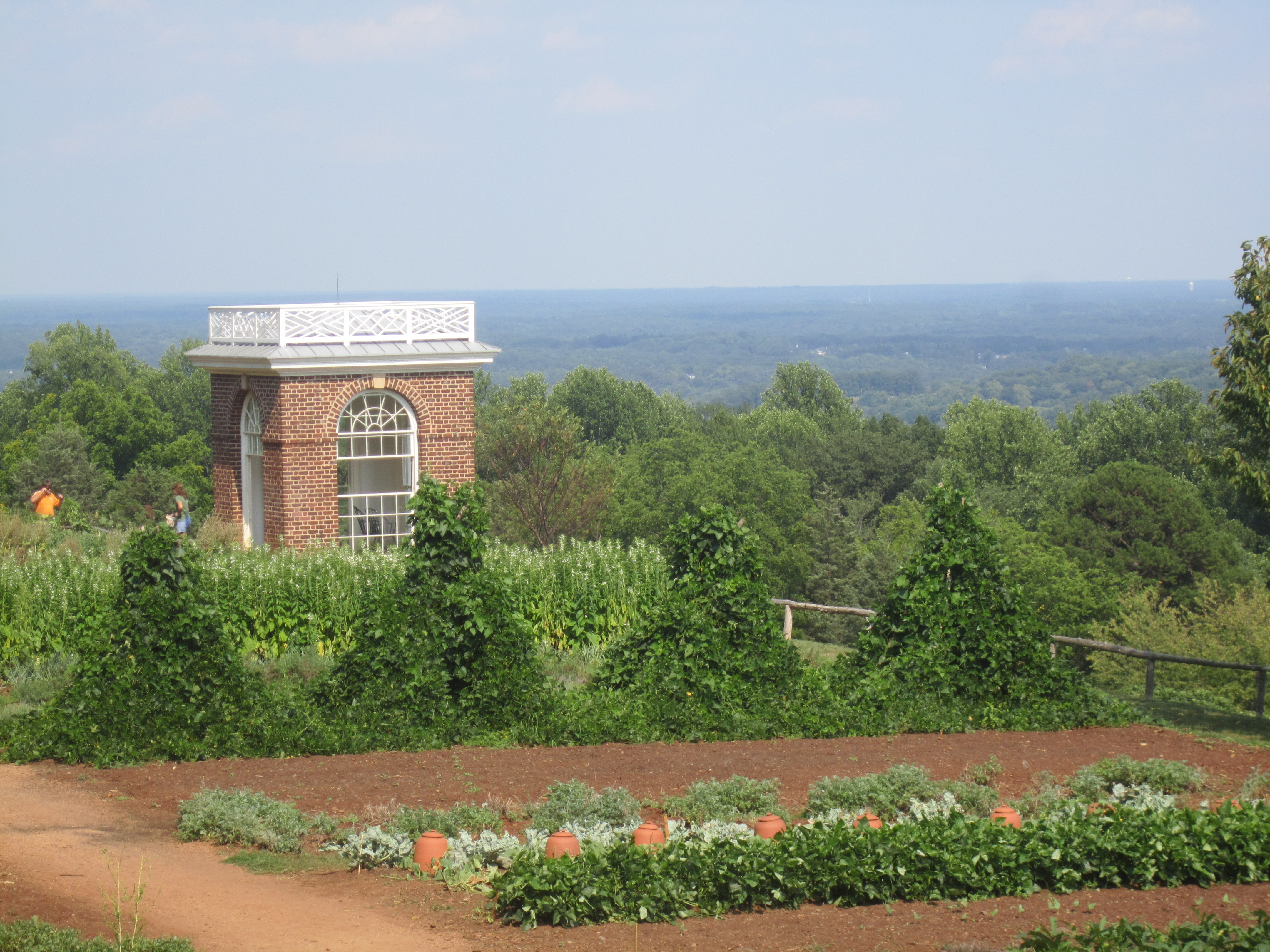
حديقة الخضار.

مونتيسيلو (بالإنجليزية: Monticello) هي مزرعة توماس جفرسون ثالث رؤساء الولايات المتحدة الأمريكية، وتقع في شارلوتسفيل في منطقة بيدمونت بولاية فيرجينيا. ورث توماس المزرعة عن والده وبدأ في تطويرها منذ كان في عمر السادسة والعشرين عاماً. تشكل المزرعة بالإضافة إلى جامعة فرجينيا المجاورة لها أحد مواقع التراث العالمي.
تألفتِ المزرعة في الأصل من خمسة آلاف فدانٍ (20 كم2) حيث استخدم جيفرسون عمالة العبيد الأفارقة في زراعةٍ واسعةٍ للتبغ والمحاصيل المختلطة، ثم تحول لاحقاً من زراعة التبغ إلى القمح تجاوباً مع تغير الأسواق. ونظراً لأهمية المكان المعمارية والتاريخية، فقد جرى تعيين مكان الإقامة كمعلمٍ تاريخيٍّ وطنيٍّ. في العام 1987 صُنّفت «مونتيسيلو» وجامعة فيرجينيا المجاورة لها -والتي صممها جيفرسون أيضاً- معاً كموقع تراثٍ عالميٍّ من قبل اليونسكو. صُكَّت صورة مونتيسيلو على عملة النيكل الحالية للولايات المتحدة على ظهرها.
صمم جيفرسون المنزل الرئيسي باستخدام مبادئ التصميم الكلاسيكية الجديدة التي وصفها المهندس المعمار الإيطالي في عصر النهضة «أندريا بالاديو»، وأعاد صياغة التصميم خلال معظم فترة رئاسته لتشمل عناصرَ التصميم الشائعة في أواخر القرن الثامن عشر في أوروبا، ودمج العديد من الأفكار الخاصة به. تقع المزرعة على قمةٍ بارتفاع 850 قدماً (260 متراً) في الجبال الجنوبية الغربية جنوب «ريفانا جاب». اشتق الاسم «مونتيسلو» من اللغة الإيطالية التي تعني «الجبل الصغير». على طول الممر البارز المجاور للمنزل Mulberry Row شملت المزرعة العديد من المباني الخارجية لوظائفَ متخصصةٍ، على سبيل المثال «مصنع المسامير»؛ «مأوى الأفارقة الرقيق» الذين عملوا في المنزل؛ «حدائق الزهور والمنتجات» وتجارب جيفرسون في تربية النباتات جنباً إلى جنبٍ مع حقول التبغ والمحاصيل المختلطة. كانت مقاصير الأفارقة الرقيق الذين عملوا في الحقول قصيّةً عن القصر بعيداً عن أنظار جيفرسون بالمعنيين الحرفي والمجازي.
دُفن جيفرسون -وبتوجيهٍ منه- على الأرض في منطقةٍ تسمى الآن «مقبرة مونتيسيلو». المقبرة مملوكة لجمعية مونتيسيلو، وهي جمعية من ذريته من زوجته «مارثا وايلز سكيلتون جيفرسون». بعد وفاة جيفرسون قامت ابنته مارثا جيفرسون راندولف ببيع العقار. في العام 1834 اشتريت من قبل أوريا بي. ليفي Uriah P. Levy، وهو ضابط في بحرية الولايات المتحدة، وكان معجباً بجيفرسون وصرف أمواله الخاصة للحفاظ على الممتلكات. تولى ابن أخيه «جيفرسون مونرو ليفي» الملكية في العام 1879 كما استثمر أموالاً كبيرةً لاستعادتها والحفاظ عليها. في العام 1923 باعها مونرو ليفي إلى «مؤسسة توماس جيفرسون» (TJF) التي تديرها كمتحفٍ منزليٍّ ومؤسسةٍ تعليميةٍ.

## التصميم والبناء
بني منزل جيفرسون ليكون بمنزلة «منزل مزرعة»، والذي اتخذ في النهاية الشكل المعماري للفيلا. كان لديه العديد من السوابق المعمارية، لكن جيفرسون تجاوزها ليبتكر شيئاً خاصاً به، فقد سعى بوعيٍ إلى إنشاء عمارةٍ جديدةٍ لأمةٍ جديدةٍ.
بدأ العمل فيما أطلق عليه المؤرخون فيما بعد «أول مونتيسيلو» في العام 1768 في مزرعةٍ تبلغ مساحتها خمسة آلاف فدانٍ (عشرون ألف هكتارٍ). انتقل جيفرسون إلى الجناح الجنوبي (مبنىً خارجي) في العام 1770 حيث انضمت إليه زوجته الجديدة مارثا وايلز سكيلتون في العام 1772. واصل جيفرسون العمل على تصميمه الأصلي، ولكن كان مقدار ما أنجز مثيراً للجدل. في بناء منزله وإعادة بنائه فيما بعد، استخدم جيفرسون خليطاً من العمال الأحرار والخدم بعقودٍ وعمالٍ مستعبدين.

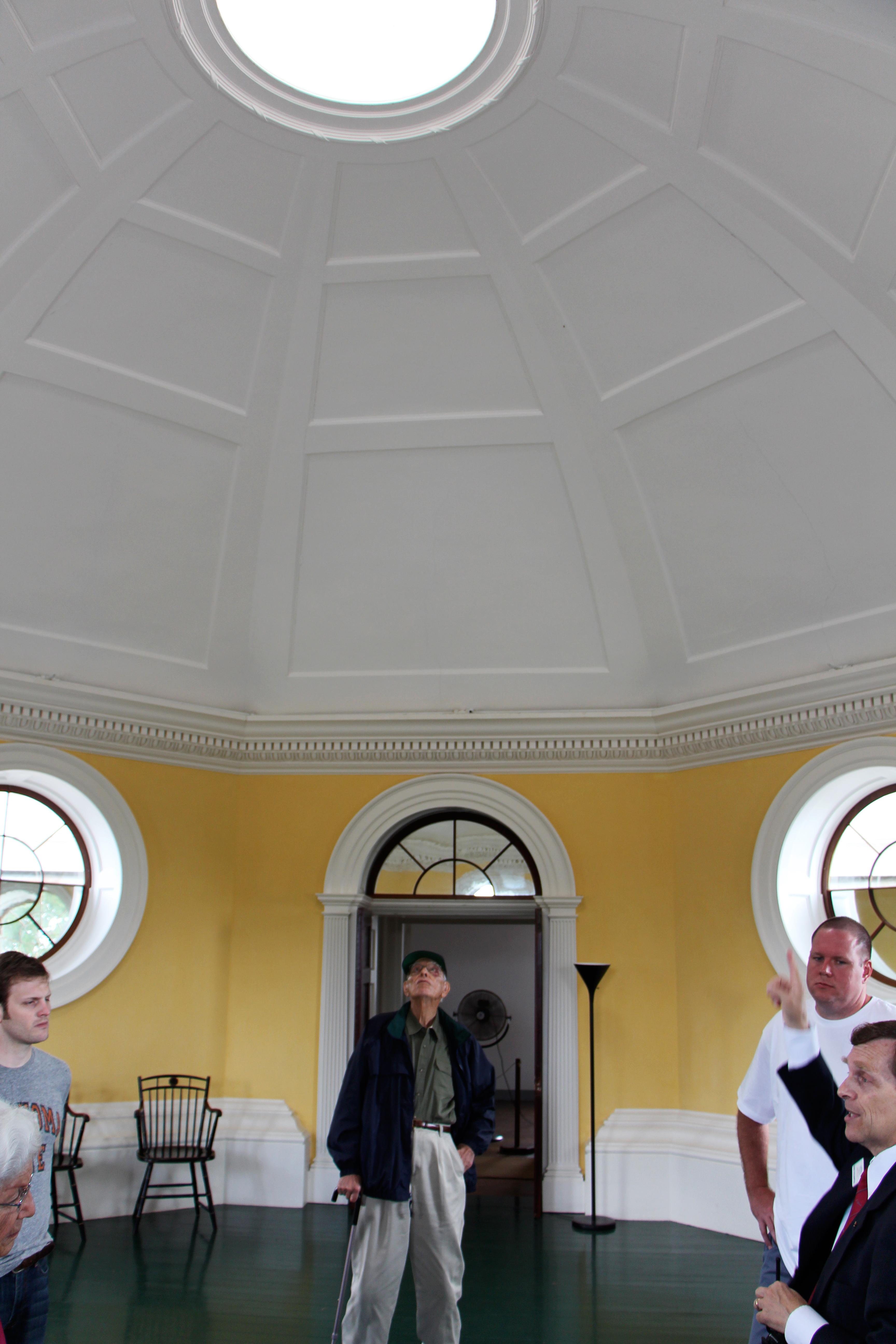
تحت القبة.

بعد وفاة زوجته في العام 1782 غادر جيفرسون مونتيسيلو في العام 1784 للعمل كوزيرٍ [مفوضٍ] للولايات المتحدة في فرنسا. وخلال السنوات العديدة التي قضاها في أوروبا أتيحت له الفرصة لرؤية بعض المباني الكلاسيكية التي تعرف عليها من خلال قراءاته، وكذلك لاكتشاف الاتجاهات «الحديثة» في العمارة الفرنسية التي كانت عصريةً في ذلك الوقت في باريس، وربما يعود قراره بإعادة بناء منزله إلى تلك الفترة. في العام 1794 بعد فترة توليه منصب أول وزير خارجيةٍ للولايات المتحدة (90-1793) بدأ جيفرسون في إعادة بناء منزله بناءً على الأفكار التي اكتسبها في أوروبا. استمرت عملية إعادة التصميم طوال معظم فترة رئاسته (01-1809)، ومع أنه اكتمل بشكلٍ عامٍّ بحلول العام 1809 إلا أن جيفرسون استمر في العمل على الهيكل الحالي حتى وفاته في العام 1826.
أضاف جيفرسون رُواقاً مركزياً ومجموعةً موازيةً من الغرف إلى الهيكل، مما زاد مساحته بأكثر من الضعفين. وأزال المخزن الثاني كامل الارتفاع من المنزل الأصلي واستبدل به طابق نوم نصفي. يتركز التصميم الداخلي حول غرفتين كبيرتين كانتا بمنزلة مدخل - قاعة - متحف حيث عرض جيفرسون اهتماماته العلمية، وغرفة جلوسٍ للموسيقا. كان العنصر الأكثرَ دراماتيكيةً في التصميم الجديد هو القبة المثمنة التي وضعها فوق الواجهة الغربية للمبنى بدلاً من رُواقٍ من الطابق الثاني. وصف الزائر الغرفة داخل القبة بأنها «شقة نبيلة وجميلة»، لكنها نادراً ما كانت تستخدم -ربما لأنها كانت حارةً في الصيف وباردةً في الشتاء، أو لأنه لا يمكن الوصول إليها إلا من خلال تسلق منحدرٍ شديد الانحدار. رحلة ضيقة من السلالم. جرتِ استعادة غرفة القبة الآن إلى مظهرها خلال حياة جيفرسون بجدران «المريخ الأصفر» وأرضيةٍ مربعةٍ باللونين الأخضر والأسود.
درجات الحرارة الصيفية مرتفعة في المنطقة، مع درجات حرارةٍ داخليةٍ تبلغ حوالي 100 درجة فهرنهايت (38 درجةٍ مئويةٍ). من المعروف أن جيفرسون نفسه كان مهتماً بالنصوص الرومانية وعصر النهضة حول تقانات التحكم القديمة في درجة الحرارة مثل الهواء المبرد بالأرض والأرضيات المسخنة. صُمّمتِ القاعة المركزية الكبيرة في مونتيسيلو والنوافذ المتوازنة للسماح لتيار هواءٍ باردٍ بالمرور عبر المنزل، والقبة المثمنة تسحب الهواء الساخن إلى الأعلى والخارج. في أواخر القرن العشرين رُكّبت مكيفات هواءٍ معتدلةٍ مصممة لتجنب الإضرار بالمنزل ومحتوياته التي قد تنجم عن تعديلاتٍ كبيرةٍ واختلافاتٍ كبيرةٍ في درجات الحرارة في المنزل وهو معلم سياحي.
قبل وفاة جيفرسون بدأ مونتيسيلو في إظهار علامات التدهور. كان الاهتمام الذي تطلبه مشروع جامعة جيفرسون في شارلوتسفيل، والمشاكل العائلية مما حوّل تركيزه، وأهم سببٍ لتدهور القصر كانت ديونه المتراكمة. في السنوات القليلة الأخيرة من حياة جيفرسون ذهب الكثير دون إصلاح في مونتيسيلو. «صموئيل ويتكومب جونيور» -الذي زار جيفرسون في العام 1824- كان أحد الشهود وظن أنه ينهار. قال: «منزله قديم نوعاً ما، وسيتحلل. المظاهر حول فناء منزله والتلة قذرة نوعاً ما. يتطلب نظرةً واسعةً، ولكن لكونه يوماً ضبابياً لم يكُ بإمكاني رؤية سوى القليل من المناظر المحيطة.»

## الحفظ

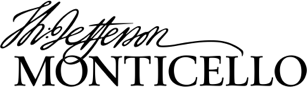
الشعار على موقع مونتيسيلو الرسمي الذي تستضيفه "مؤسسة توماس جيفرسون".

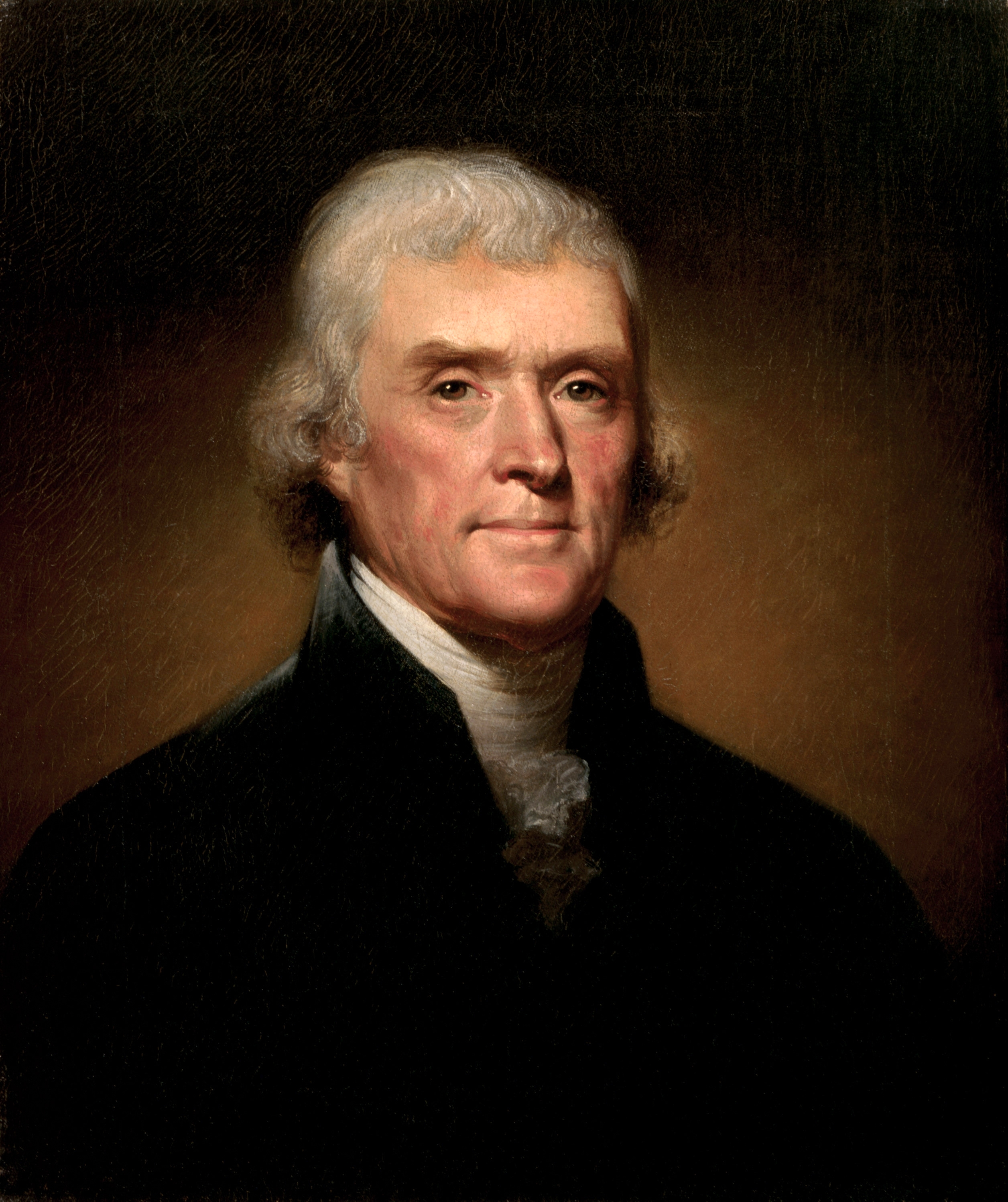
صورة لتوماس جيفرسون بريشة "رامبرانت بيل" من العام 1800.

بعد وفاة جيفرسون في 4 يوليو/تموز 1826 ورثت ابنته الرسمية الوحيدة «مارثا جيفرسون راندولف» مونتيسيلو. كانت الحوزة مثقلةً بالديون، وكانت مارثا راندولف تعاني من مشاكلَ ماليةٍ في عائلتها بسبب مرض زوجها العقلي، وفي العام 1831 باعت مونتيسيلو إلى «جيمس تورنر باركلي» وهو صيدلية محلية. باعها باركلي في العام 1834 إلى «أوريا پي. ليفي» أول عميدٍ بحريٍّ يهوديٍّ (يعادل أميرال اليوم) في البحرية الأمريكية. كان ليفي أمريكياً من الجيل الخامس استقرت عائلته لأول مرةٍ في «سافانا» في جورجيا وقد كان معجباً بجيفرسون كثيراً، واستخدم أمواله الخاصة لإصلاح المنزل وترميمه والحفاظ عليه. استولتِ الحكومة الكونفدرالية على المنزل باعتباره ملكاً للعدو في بداية الحرب الأهلية الأمريكية، وباعته للضابط الكونفدرالي «بنجامين فرانكلين فيكلين». استعادت ملكية ليفي الممتلكاتِ بعد الحرب [الأهلية].
تجادل ورثة ليفي حول ممتلكاته، ولكن انتهت تسوية دعاواهم القضائية في العام 1879 عندما اشترى «جيفرسون مونرو ليفي» -ابن شقيق أوريا ليفي- المحامي البارز في نيويورك والمضارب في العقارات والأسهم (والعضو اللاحق في الكونغرس) من الورثة الآخرين مقابل 1050 دولار، وتولى حيازة مونتيسيلو. ومثل عمه أمر جيفرسون ليفي بإصلاحاتٍ وترميم الأرض والمنزل وصيانتهما، واللذين كانا يتدهوران بشكلٍ خطيرٍ بينما كانتِ الدعاوى القضائية تشق طريقها عبر المحاكم في كلا نيويورك وفيرجينيا. حافظ أفراد عائلة ليفي معاً على مونتيسيلو لما يقرب من 100 عام.

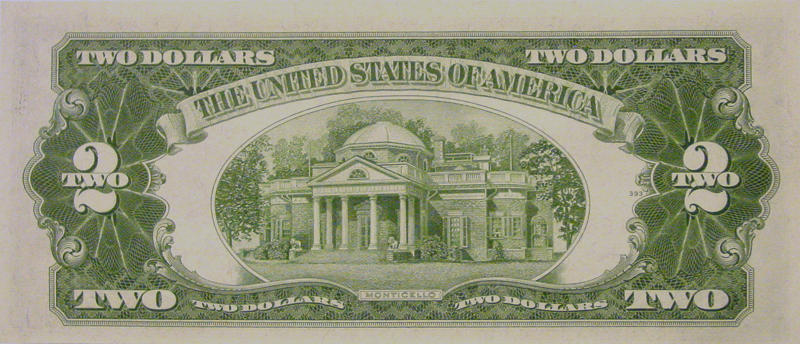
صورة مونتيسيلو على ظهر ورقةٍ نقديةٍ من فئة دولارين من العام 1953. لاحظ «أسديْ ليفي» -اللذين وضعهما «جيفرسون ليفي» على جانبي المدخل- وقد أزيلا في العام 1923 عندما اشترت مؤسسة «توماس جيفرسون» المنزل.

في العام 1923 قامت منظمة خاصة غير ربحيةٍ، وهي «مؤسسة توماس جيفرسون» بشراء المنزل من «جيفرسون ليفي» بأموالٍ جمعها «ثيودور فريد كوبر» وآخرون. تمكنوا من إجراء ترميمٍ إضافيٍّ تحت إشراف مهندسين معماريين بمن فيهم «فيسك كيمبل» Fiske Kimball، وMilton L.Gigg «ميلتون ل. غيغ». وقد أجريت -مذ ذاك الوقت- ترميمات أخر في مونتيسيلو.
تدير «مؤسسة توماس جيفرسون» مونتيسيلو وأراضيها كمتحفٍ منزليٍّ ومؤسسةٍ تعليميةٍ. يمكن للزوار التجول في الأراضي، وكذلك غرف السياحة في القبو والطابق الأرضي. تشمل خيارات التجوال الأكثر تكلفةً ساعات غروب الشمس بالإضافة إلى جولاتٍ في الطابق الثاني والطابق الثالث، بما في ذلك القبة الشهيرة.
مونتيسيلو معلم تاريخي وطني. إنه المنزل الخاص الوحيد في الولايات المتحدة الذي عيّن كموقعٍ للتراث العالمي من قبل اليونسكو. يشمل هذا التصنيف الأراضيَ والمبانيَ الأصلية لجامعة جيفرسون في فيرجينيا. ما بين العام 1989 والعام 1992 قام فريق من المهندسين المعماريين من «المسح التاريخي الأمريكي للمباني» (HABS) بإنشاء مجموعةٍ من الرسومات المقاسة لمونتيسيلو، وهي محفوظة اليوم في مكتبة الكونغرس.
من بين تصميمات جيفرسون الأخرى «غابة بوبلار»، وهو ملاذ خاص به بالقرب من «لينشبورج» (والذي كان يقصده لابنته «ماريا» التي توفيت عن عمر خمسةٍ وعشرين عاماً)، و «القرية الأكاديمية» بـ«جامعة فيرجينيا»، و«مبنى الكابيتول» بولاية فيرجينيا في ريتشموند.

## الديكور والمفروشات
يعكس الكثير من الديكور الداخلي لمونتايسلو الأفكار الشخصية والمثل العليا لجيفرسون.

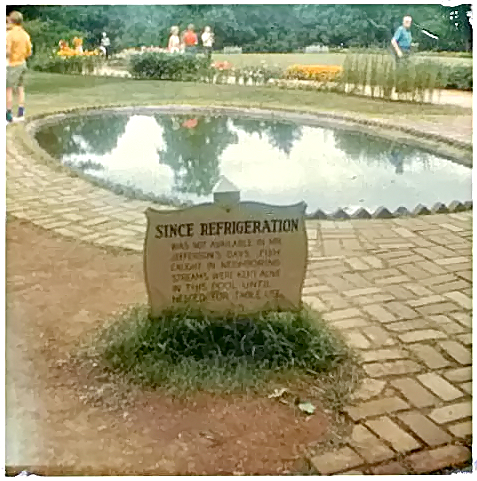
في وقتٍ ما قبل التبريد كان جيفرسون يخزن في البركة السمك ليكون متاحاً عند الطلب.

المدخل الرئيسي الأصلي عبر الرُواق على الواجهة الشرقية. يشتمل سقف هذا الرواق على صفيحة رياحٍ متصلةٍ بدوارة طقسٍ تبين اتجاه الرياح. وجه ساعة كبير على الجدار الخارجي المواجه للشرق فيه عقرب للساعات وحسب منذ أنِ اعتقد جيفرسون أن هذا كان دقيقاً بما يكفي لأولئك الذين استرقّهم. تعكس الساعة الوقتَ الذي يظهر على «الساعة الكبرى» -التي صممها جيفرسون- في قاعة المدخل. تحتوي قاعة المدخل على استجماعٍ للعناصر التي جمعها «لويس وكلارك» في رحلةٍ استكشافيةٍ عبر البلاد بتكليفٍ من جيفرسون لاستكشاف إمكانية شراء لويزيانا. قام جيفرسون برسم قطعة قماش الأرضية «العشب الأخضر الحقيقي» بناءً على توصية الفنان «جيلبرت ستيوارت» بحيث يمكن لـ«موضوع جيفرسون في العمارة» أن يدعوَ روح الهواء الطلق إلى المنزل.
1803: نابوليون يبيع لويزيانا للولايات المتحدة بمبلغ 60 مليون فرنك فرنسي إضافة إلى إلغاء 20 مليون فرنك من الديون الفرنسية. تمت العملية دون موافقة الجمعية الوطنية الفرنسية آنذاك. حسب المعايير المعاصرة، تعادل قيمة الصفقة ما قيمته 400 مليار دولار أمريكي.
يتضمن الجناح الجنوبي جناح جيفرسون الخاص من الغرف. تحتوي المكتبة على العديد من الكتب من مجموعتها الثالثة، فقد احترقت مكتبته الأولى في حريقٍ عرضيٍّ في المزرعة، و«تنازل» (أو باع) مكتبته الثانية في العام 1815 [دامت رئاسة جفرسون ما بين (01-1809)] إلى كونغرس الولايات المتحدة لتحل محل الكتب المفقودة بعدما أحرق البريطانيون واشنطن في العام 1814. شكلت هذه المكتبة الثانية نواة مكتبة الكونغرس.
ونظراً لكونه «أكبر من الحياة» كما يبدو في مونتيسيلو، فإن المنزل يحتوي على ما يقرب من أحد عشر ألف قدمٍ مربعٍ (ألف م2) من مساحة المعيشة. اعتبر جيفرسون أن الكثير من الأثاث يعد هدراً للمساحة، لذلك كانت تنصب طاولة غرفة الطعام فقط في أوقات الوجبات، وجرى بناء الأسرّة في تجاويفَ مقطّعةٍ إلى جدرانٍ سميكةٍ تحتوي على مساحة تخزينٍ. ينفتح سرير جيفرسون على وجهين: إلى الخزانة (الدراسة)، وغرفة النوم (غرفة الملابس).
في العام 2017 اكتشفت غرفة جرى تحديدها على أنها جناح «سالي همينجز» في مونتيسيلو بجوار غرفة نوم جيفرسون، وذلك في تنقيبٍ أثريٍّ. وسيجؤي ترميمها وتجديدها، وهو جزء من مشروع قمة الجبل الذي يتضمن عمليات الترميم من أجل تقديم وصفٍ أكملَ لحياة العمال المسترقّين والعائلات الحرة في مونتيسيلو.
تعطي الواجهة الغربية (رسم توضيحي) انطباعاً عن فيلا ذات أبعادٍ متواضعةٍ، مع أرضيةٍ منخفضةٍ مقنعةٍ في جانب التل.
يضم الجناح الشمالي غرفتا نومٍ للضيوف وغرفة طعامٍ. تحتوي على عربة طعامٍ صغيرةٍ مدمجةٍ في المدفأة، بالإضافة إلى عربات طعامٍ صغيرةٍ (طاولاتٍ ذات رفوفٍ على عجلاتٍ) وباب خدمةٍ محوريّ مع أرففٍ.

## مساكن للعمال الأرقاء في شارع مولبيري رو

لوحة في مونتيسيلو عن العمال الأرقاء.

حدد جيفرسون مجموعةً واحدةً من مساكنه للأرقاء المستعبدين في «مولبيري رو» Mulberry Row، وهو طريق بطول ألف قدمٍ من الهياكل الخدمية والصناعية. كانت «مولبيري رو» تقع على بعد ثلاثمائة قدمٍ (مئة مترٍ) جنوب مونتيسيلو حيث تواجه الربوع قصر جيفرسون. كانت هذه المقاصير مأهولةً من قبل الأفارقة الأرقاء الذين عملوا في القصر أو في مشاريع تصنيع جيفرسون، وليس من قبل أولئك الذين عملوا في الحقول.
في مرحلةٍ ما «رسم جيفرسون مخططاتٍ لصفٍّ من المنازل الكلاسيكية الجديدة المحترمة» لـ«مولبيري رو» للعمال السود والبيض الأرقاء، «مع الوضع في الاعتبار صف متكامل من المساكن». يجادل «هنري فينِك» Henry Wiencek: «لم يكن استخدام الهندسة المعمارية لتحقيق المساواة المرئية بين الأجناس أمراً هيناً.»
يُظهر علم الآثار في الموقع أن غرف المقاصير كانت أكبر بكثير في سبعينات القرن التاسع عشر مما كانت عليه في تسعينات القرن. ويختلف الباحثون حول ما إذا كان هذا يشير إلى ازدحام المزيد من العمال الأرقاء في مساحاتٍ أصغرَ، أو أن عدداً أقل من الناس يعيشون في المساحات الأصغر. كانت المنازل السابقة للعمال الأرقاء تحتوي على غرفتين؛ عائلة واحدة لكل غرفةٍ، مع مدخلٍ واحدٍ مشتركٍ إلى الخارج. ولكن منذ تسعينات القرن التاسع عشر فصاعداً كان لجميع الغرف/العائلات مداخل مستقلة. معظم المقاصير عبارة عن هياكلَ من غرفةٍ مفردةٍ قائمةٍ بذاتها.
بحلول وقت وفاة جيفرسون كانت بعض العائلات المستعبَدة قد جاهدت وعاشت لأربعة أجيالٍ في مونتيسيلو. سجل توماس جيفرسون استراتيجيته لتوظيف الأطفال في كتاب المزرعة. حتى سن العاشرة عمل الأطفال كممرضاتٍ. عندما كانت المزرعة تزرع التبغ كان الأطفال بطولٍ جيدٍ لإزالة ديدان التبغ من المحاصيل وقتلها. وبمجرد أن بدئ في زراعة القمح كانت ثمة حاجة لعددٍ أقلَّ من الناس للحفاظ على المحاصيل، لذلك أنشأ جيفرسون تجارةً يدويةً. وذكر أن الأطفال «يذهبون إلى الأرض أو يتعلمون الحرف». عندما كانتِ الفتيات تبلغن ستة عشر عاماً من العمر يبدأن في غزل المنسوجات ونسجها. كان الأولاد يصنعون الأظافر ما بين سن العاشرة والسادسة عشرة عاماً. في العام 1794 كان لدى جيفرسون عشرات الأولاد الذين يعملون في «مصنع المسامير»، وأثناء العمل في هذا المصنع تلقى الأولاد المزيد من الطعام، وربما حصلوا على ملابسَ جديدةٍ إذا ماقاموا بعملٍ جيّدٍ. بعد صناعة المسامير يغدو الأولاد حدادين أو نجارين أو نجاري موبيليا أو خدماً في المنزل.
جرى عرض ست عائلاتٍ وذرياتهم في المعرض؛ «العبودية في مونتيسيلو-جيفرسون»: مفارقة الحرية (من يناير إلى أكتوبر 2012) في متحف «سميثسونيان الوطني للتاريخ الأمريكي»، والذي يفحص أيضاً جيفرسون باعتباره مستعبِداً. طُوّر المعرض كتعاونٍ بين «المتحف الوطني للتاريخ والثقافة الأمريكية الأفريقية» و«مونتيسيلو»، وهو أول معرضٍ في المركز التجاري الوطني لمعالجة هذه القضايا.
في فبراير/شباط من العام 2012 افتتحت مونتيسيلو معرضاً جديداً في الهواء الطلق على أراضيه؛ منظر طبيعي للعبودية: «مولبيري رو» في مونتيسيلو لنقل المزيد عن حياة مئات العمال المستعبدين من الذين عاشوا وعملوا في المزرعة.

## المباني الملحقة والمزارع

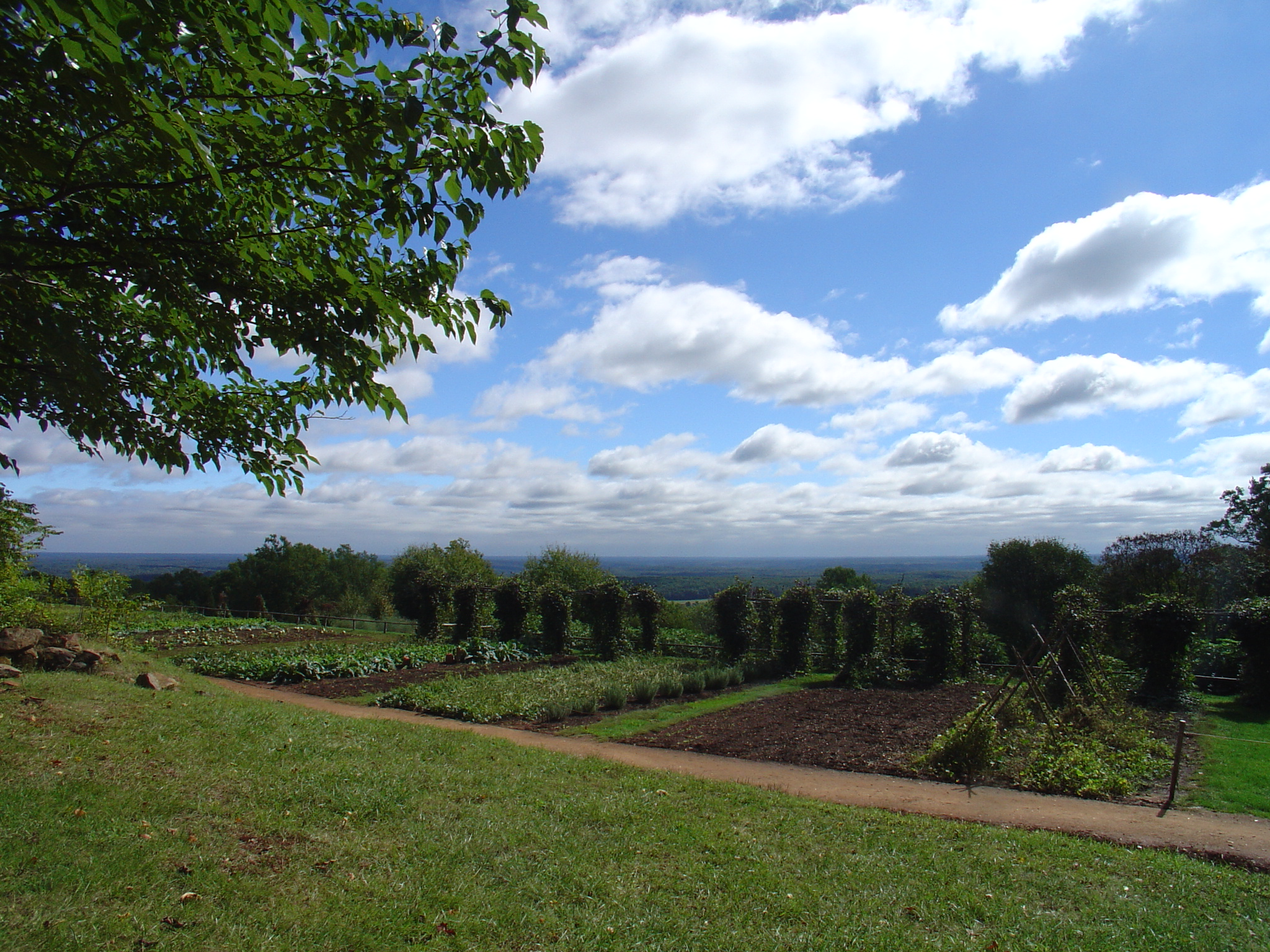
حديقة خضروات جيفرسون.

جرى تعزيز المنزل الرئيسي بأجنحةٍ صغيرةٍ نائيةٍ في الشمال والجنوب. يقع بالقرب من الجنوب صف من المباني الملحقة (منتجات الألبان، ومغسلة، ومخازن، ومصنع صغير للمسامير، وورشة نجارة، وما إلى ذلك) وربوعٌ [ج. ربع: مكان إقامة] للعمال الرقيق (مقاصير خشبية) تُعرف باسم «مولبيري رو» Mulberry Row تقع قريباً إلى الجنوب. نجا كوخ حجر الحائك، وكذلك المدخنة الطويلة لورشة النجارة وأساسات المباني الأخرى. كانت مقصورة في «مولبيري رو» لبعض الوقت منزل «سالي همينجز» وهي امرأة أَمَة كانت تعمل في المنزل، ويعتقد على نطاقٍ واسعٍ أنه كانت لها علاقة لمدة ثمانيةٍ وثلاثين عاماً مع الأرمل جيفرسون وأنجبت منه ستة أطفالٍ نجا منهم أربعة حتى سن الرشد. قالت عالمة الأنساب «هيلين ف. م. ليري» بأن «سلسلة الأدلة تربط بأمانٍ أطفال سالي همينجز بأبيهم؛ توماس جيفرسون». لاحقاً أقامت همينجز في غرفةٍ في «الملحق الجنوبي» أسفل المنزل الرئيسي.

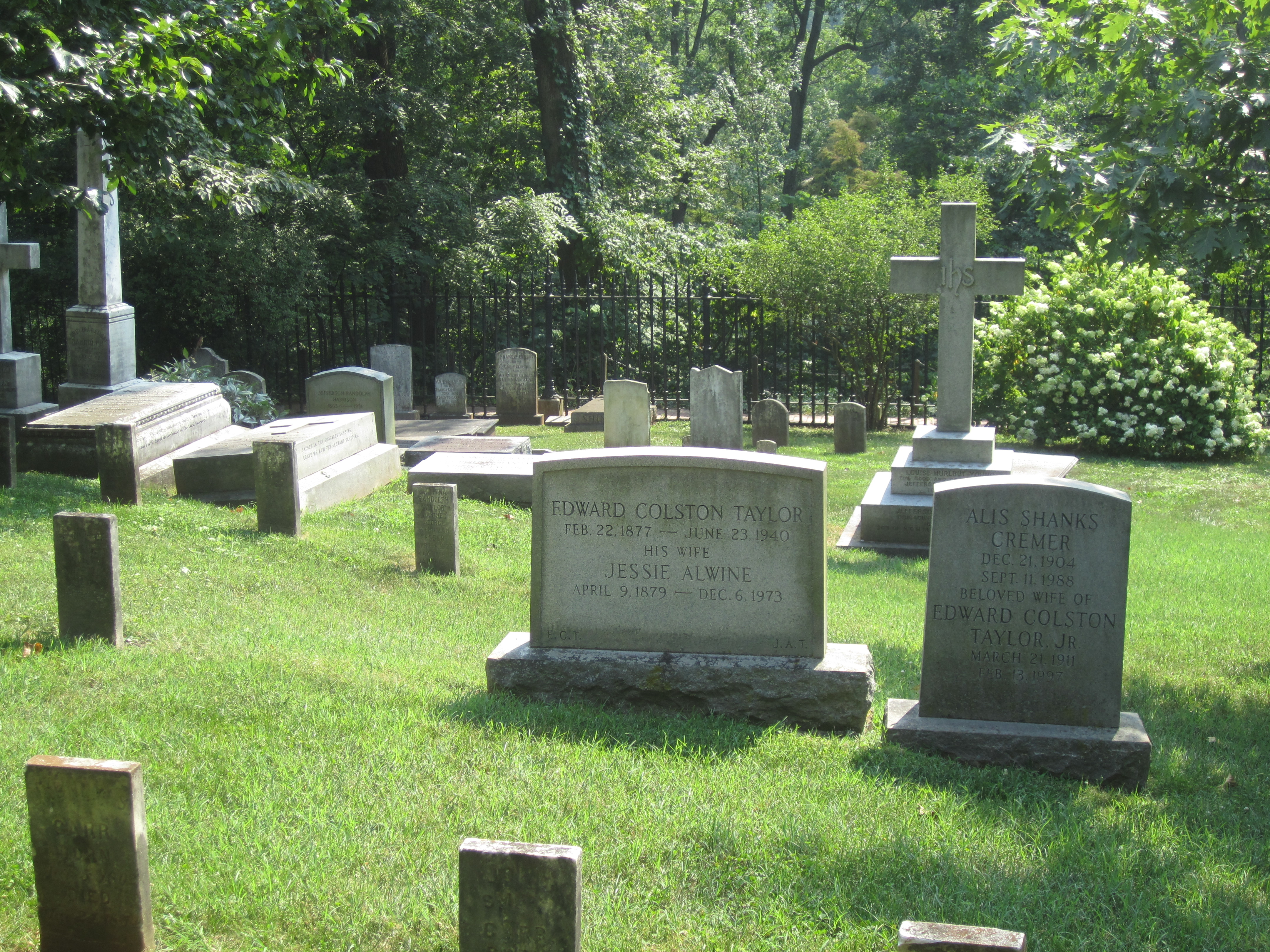
مقبرة مونتيسيلو.

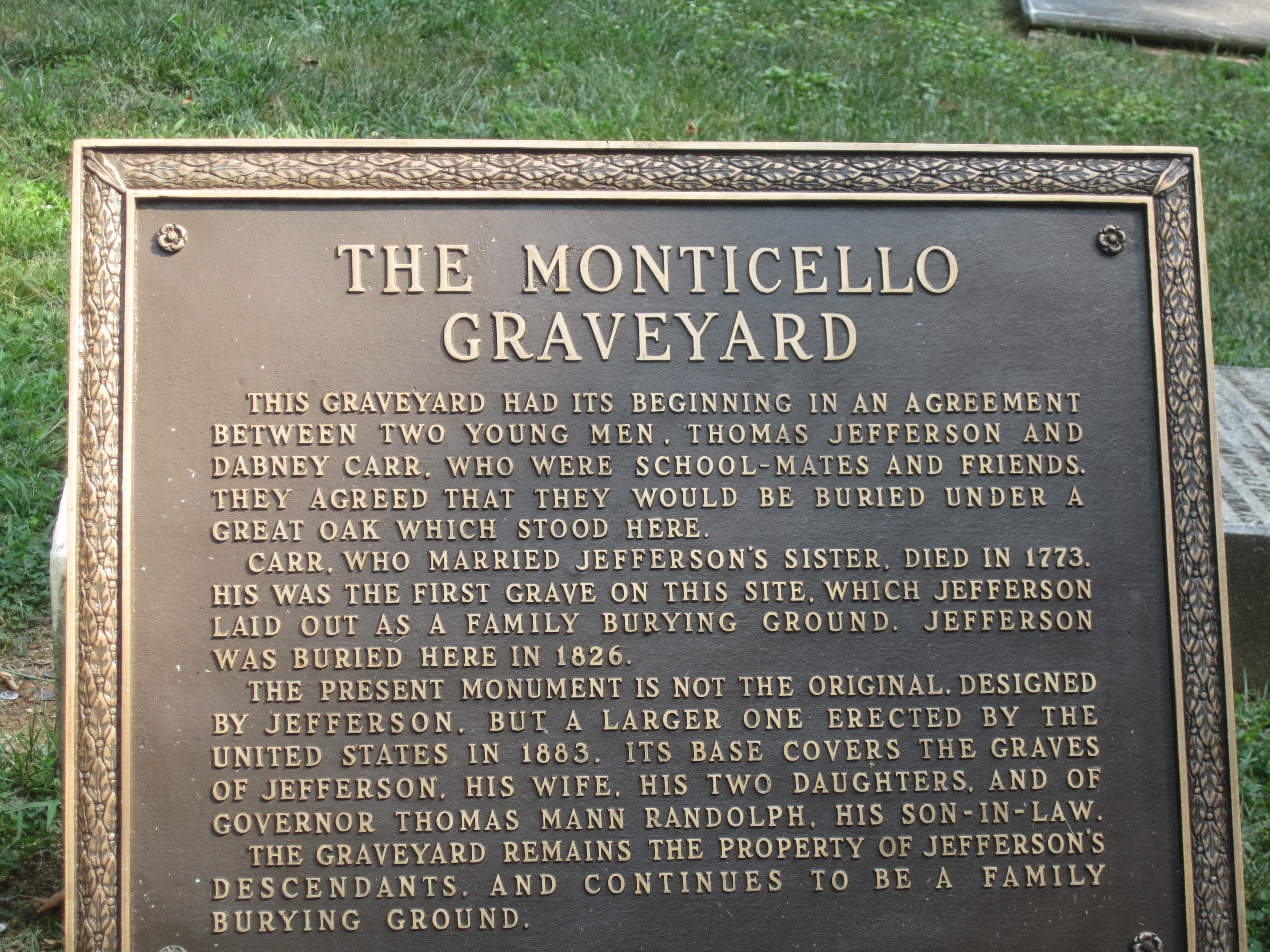
لوحة تذكارية تخلد "مقبرة مونتيسيلو"، التي تملكها وتديرها جمعية مونتيسيلو بشكلٍ منفصلٍ.

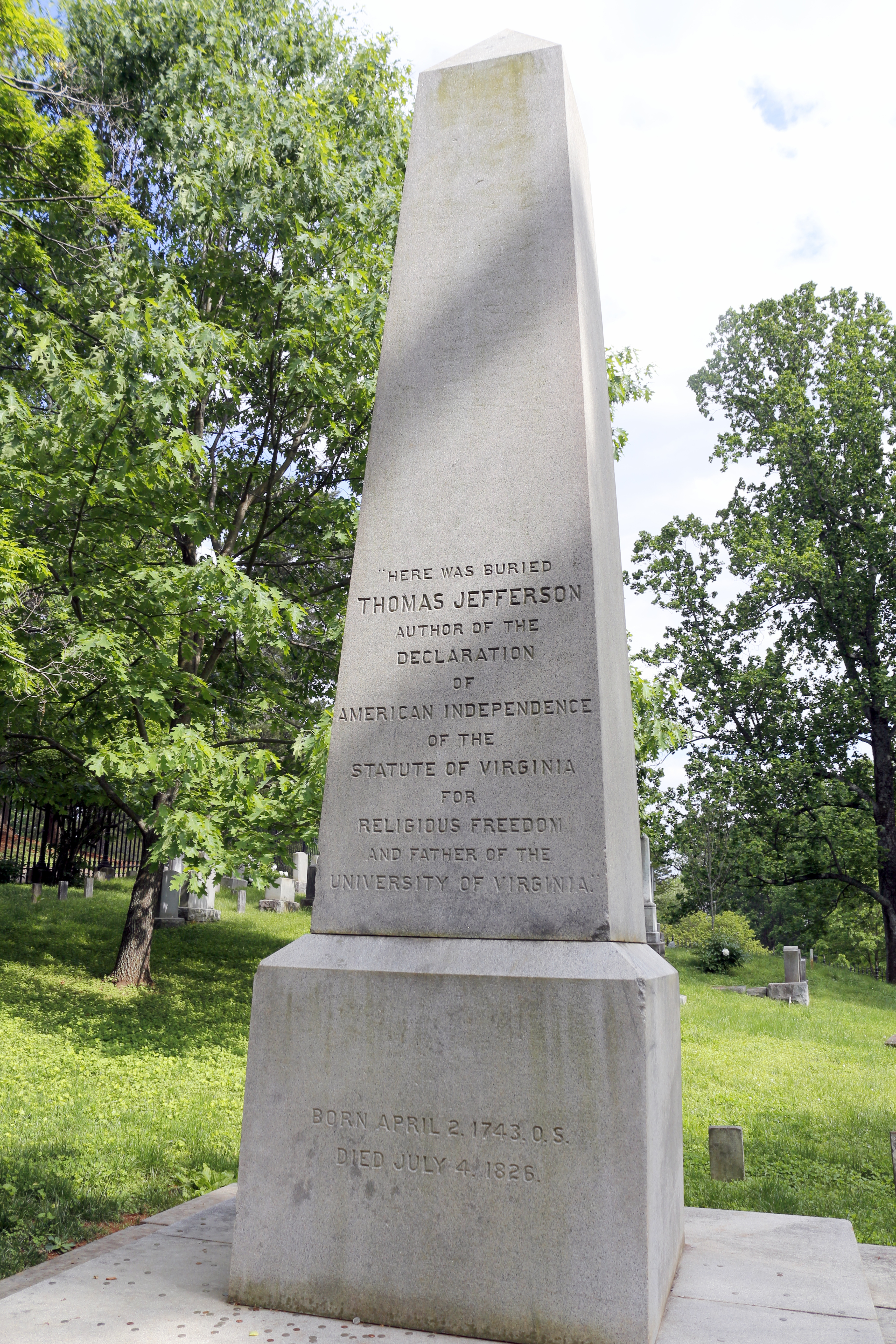
شاهدة قبر جيفرسون، مع نقشٍ كتبه بنفسه لا يذكر أنه كان رئيساً للولايات المتحدة.

على المنحدر أسفل «مولبيري رو» احتفظ الرقيق الأفارقة بحديقة خضرواتٍ واسعةٍ لجيفرسون والمنزل الرئيسي، وبالإضافة إلى زراعة الزهور للعرض وإنتاج المحاصيل للأكل استخدم جيفرسون حدائق مونتيسيلو لتجربة أنواعٍ مختلفةٍ. كان المنزل مركز مزرعةٍ تبلغ مساحتها خمسة آلاف فدانٍ (ما يعادل ألفيْ هكتارٍ) يرعاها حوالي مئة وخمسون من العبيد. هناك أيضاً منزلين مدرجين في الكل.

### برمجة
في العقود الأخيرة أنشأت «مؤسسة توماس جيفرسون» TJF برامجَ لشرح حياة الرقيق بشكلٍ كاملٍ في مونتيسيلو. ابتداءً من العام 1993 أجرى الباحثون مقابلاتٍ مع أحفاد أشخاص أرقاءَ في مونتيسيلو من أجل مشروع «الحصول على الكلمات»، وهو عبارة عن مجموعٍ من التاريخ الشفوي قدّم الكثير من الأفكار الجديدة حول حياة الرقيق في مونتيسيلو وأحفادهم. (كان من بين النتائج أنه كان يوجد رقيق لا يتبنون اسم «جيفرسون» كلقبٍ، بل كان للعديد منهم ألقابهم الخاصة في وقتٍ مبكرٍ من القرن الثامن عشر.)
أضيف بحث جديد ومنشورات وتدريب للأدلة منذ العام 2000 عندما خلصت لجنة أبحاث المؤسسة إلى أنه من المحتمل جداً أن يكون جيفرسون قد أنجب أطفال سالي همينجز.
صُنّفت بعض «مولبيري رو» كمواقعَ أثريةٍ إذ تكشف الحفريات والتحاليل عن الكثير من حياة الرقيق في المزرعة. في شتاء 2000-2001 اكتشفت مقبرة العبيد الأفارقة في مونتيسيلو. في خريف العام 2001 أقامت «مؤسسة توماس جيفرسون» إحياء ذكرى المدفن حيث تُليت أسماء الرقسق المعروفين في مونتييسلو بصوتٍ عالٍ. يقدم العمل الأثري الإضافي معلوماتٍ حول ممارسات الدفن الأمريكية الأفريقية.
في العام 2003 رحّب مونتيسيلو بلم شمل أحفاد جيفرسون من كلا الجانبين من عائلة وايلز وهمينجز. جرى تنظيمه من قبل الأحفاد الذين أنشؤوا مجموعةً جديدةً تسمى «مجتمع مونتيسيلو». جرى عقد اجتماعات لمِّ شملٍ إضافيةٍ وأكبر.

### شراء الأرض
في العام 2004 استحوذ الأمناء على «مزرعة قمة الجبل» Mountaintop Farm (المعروفة أيضاً محلياً باسم جبل آل باترسون أو جبل آل براون)، وهي الملكية الوحيدة التي تطل على مونتيسيلو. سمّى جيفرسون الجبلَ الأطولَ «مونتالتو». ولمنع تطوير منازلَ جديدةٍ في الموقع أنفق الأمناء خمسة عشر مليون دولارٍ لشراء العقار. كان جيفرسون امتلكها كجزءٍ من مزرعته، لكنها بيعت بعد وفاته. في القرن العشرين جرى تقسيم بيوت المزارع الخاصة بها إلى شققٍ للعديد من طلبة جامعة فيرجينيا. لطالما اعتبر المسؤولون في مونتيسيلو العقار قبيحاً لمرأى العين، وخططوا لشرائه عندما يصبح متاحاً.

## البنيان
يشبه المنزل في مظهره منزل «تشيزويك» Chiswick، وهو منزل على النمط العمراني الكلاسيكي الجديد مستوحىً من المهندس المعمار «أندريا بالاديو» Andrea Palladio والذي بني في الفترة 1726-1729 في لندن.

## التمثيل في وسائل الإعلام الأخرى
ظهر مونتيسيلو في إنتاج شبكة A&E لـ«بوب فيلا» «دليل المنازل التاريخية في أمريكا». في تجوالٍ شمل «كوخ شهر العسل» Honeymoon Cottage، و«غرفة القبة» Dome Room، والتي تكون مفتوحةً للجمهور خلال عددٍ محدودٍ من الجولات كل عام.

## النسخ المتماثلة

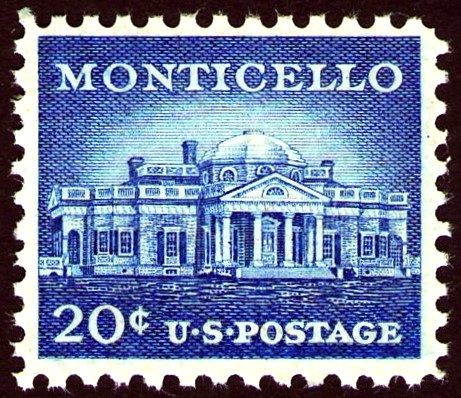
في 13 أبريل/نيسان من العام 1956 أصدر مكتب البريد الأمريكي طابع بريدٍ تكريماً لمونتيسيلو..

في العام 2014 أنشأ «بريستلي بليك» نسخةً طبق الأصل من مونتيسيلو بمساحة عشرة آلاف قدمٍ مربعٍ في «سومرز» في ولاية كونيكتيكت. يمكن رؤيتها على Rte 186 المعروف أيضاً باسم Hall Hill Rd.
جرى تصميم جناح مدخل «الأكاديمية البحرية» للمصلى اليهودي في أنابوليس على طراز مونتيسيلو.
تعمل «قاعة تشامبرلين» في «أكاديمية ويلبراهام ومونسون» في ويلبراهام في ماساتشوستس -والتي بنيت في العام 1962 وصُمّمت على غرار مونتيسيلو- تعمل كموقعٍ للمدرسة المتوسطة للأكاديمية.
انتهي من بناء «جامعة دالاس بابتيست» في أغسطس/آب من العام 2015، وهي واحدة من أكبر النسخ المماثلة لمونتيسيلو بما في ذلك قاعات الدخول وغرفة القبة. تبلغ مساحتها حوالي 23,000 قدمٍ مربعٍ، وهي مقر «مدرسة غاري كوك للقيادة»، فضلاً عن مكاتب مستشار الجامعة.
بنيت «كنيسة القديس بولس المعمدانية» -التي تقع على زاوية شارع «إي. بيلت بوليفار»، وشارع «هال ستريت» في ريتشموند- على غرار مونتيسيلو. بني المبنى في الأصل من قبل «الكنيسة المعمدانية التذكارية-ويذرفورد»، وجرى التبرع بالمبنى لكنيسة سانت بولس عندما نفد مال «ويذرفورد التذكاري»، وحُلَّ في أوائل العقد الأول من القرن الحادي والعشرين.
يقع المقر الرئيسي التذكاري لـ Pi Kappa Alpha، والذي افتتح في العام 1988 في تطوير TPC Southwind في ممفيس بولاية تينيسي وهو مستوحىً من الهندسة العمرانية لمونتيسيلو.

## الميراث
ظهرت صورة مونتيسيلو في الولايات المتحدة على العملات والطوابع البريدية. ظهرت صورة للواجهة الغربية لمونتيسيلو بواسطة «فيليكس شلاغ» على ظهر النيكل، والذي سُكَّ منذ العام 1938 (مع انقطاعٍ قصيرٍ في العامين 2004 و2005 عندما ظهرت تصميمات سلسلة Westward Journey بدلاً منها). واستخدم كذلك كعنوانٍ لمسرحية «جيفرسون جاردن» في العام 2015، والتي تمحورت حول حياته.
ظهر مونتيسيلو أيضاً على ظهر ورقة الدولارين النقدية من العام 1928 إلى العام 1966 عام إيقاف إصدار الورقة النقدية. قُدّم مشروع القانون الحالي في العام 1976، والي يحتفظ بصورة جيفرسون على الوجه، لكنه استبدل بمونتيسيلو على ظهره نسخةً معدلةً منقوشةً من لوحة «جون ترمبل» «إعلان الاستقلال» من العام 1818. يوزع محل الهدايا في مونتيسيلو ورقة دولارين كنوعٍ من التغيير.
أُصدِر دولار فضي في الذكرى السنوية المئتين والخمسين (250) لميلاد توماس جيفرسون في العام 1994، وصورة مونتيسيلو تبدو على ظهره.

## أعلام
- جورج راندولف
- ميريل د. بيترسون
- وينثروب جوردن
- توماس مان راندولف
- توماس جيفرسون راندولف

## معرض صور

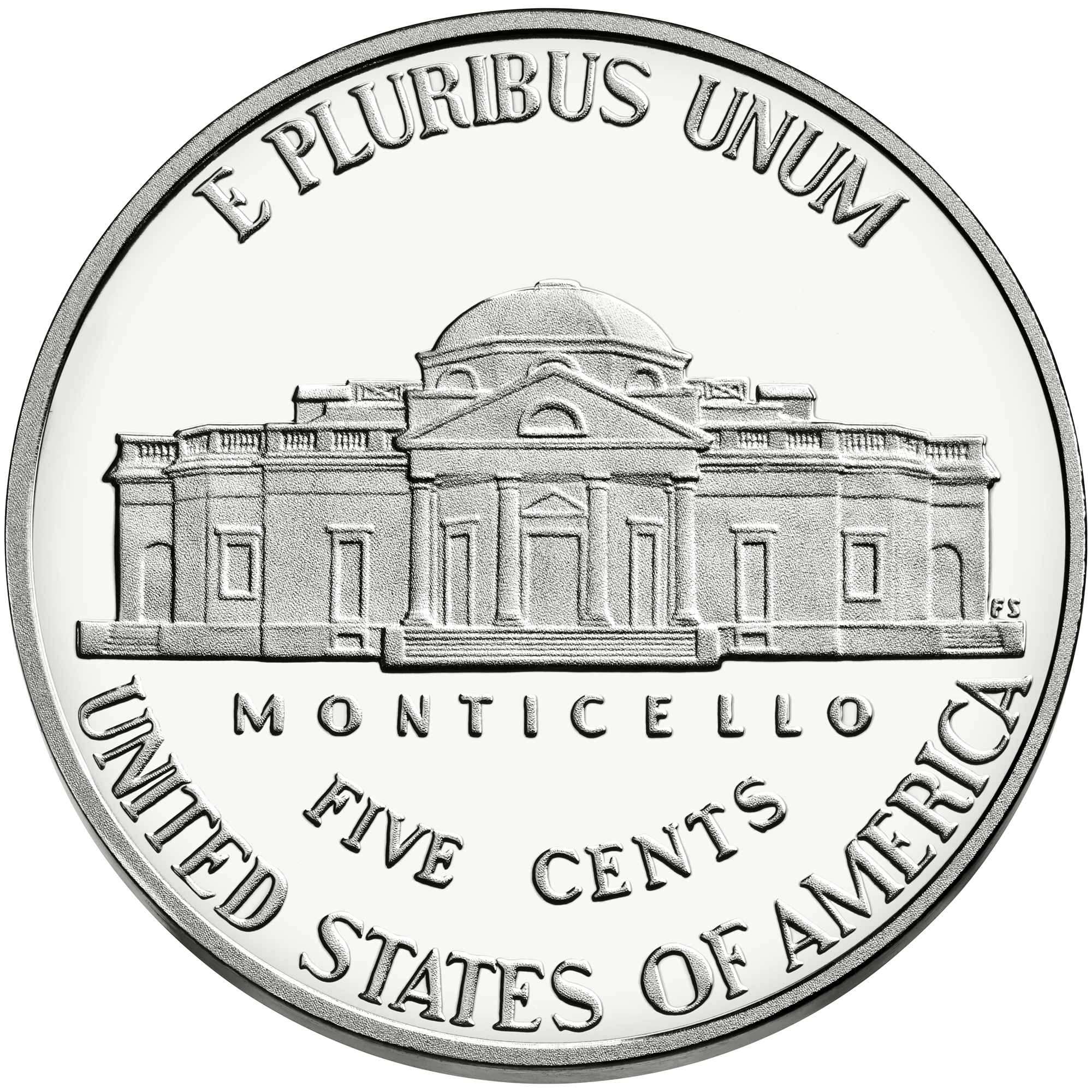
قبة مونتيسيلو المثمنة كما تبدو على ظهر "نيكل جيفرسون".
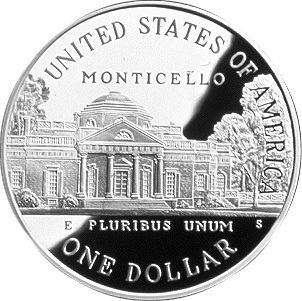
صورة مونتيسيلو (القبة المثمنة) على الدولار الفضي في العام 1994 الذكرى المئتين والخمسين (250) لميلاد توماس جيفرسون.
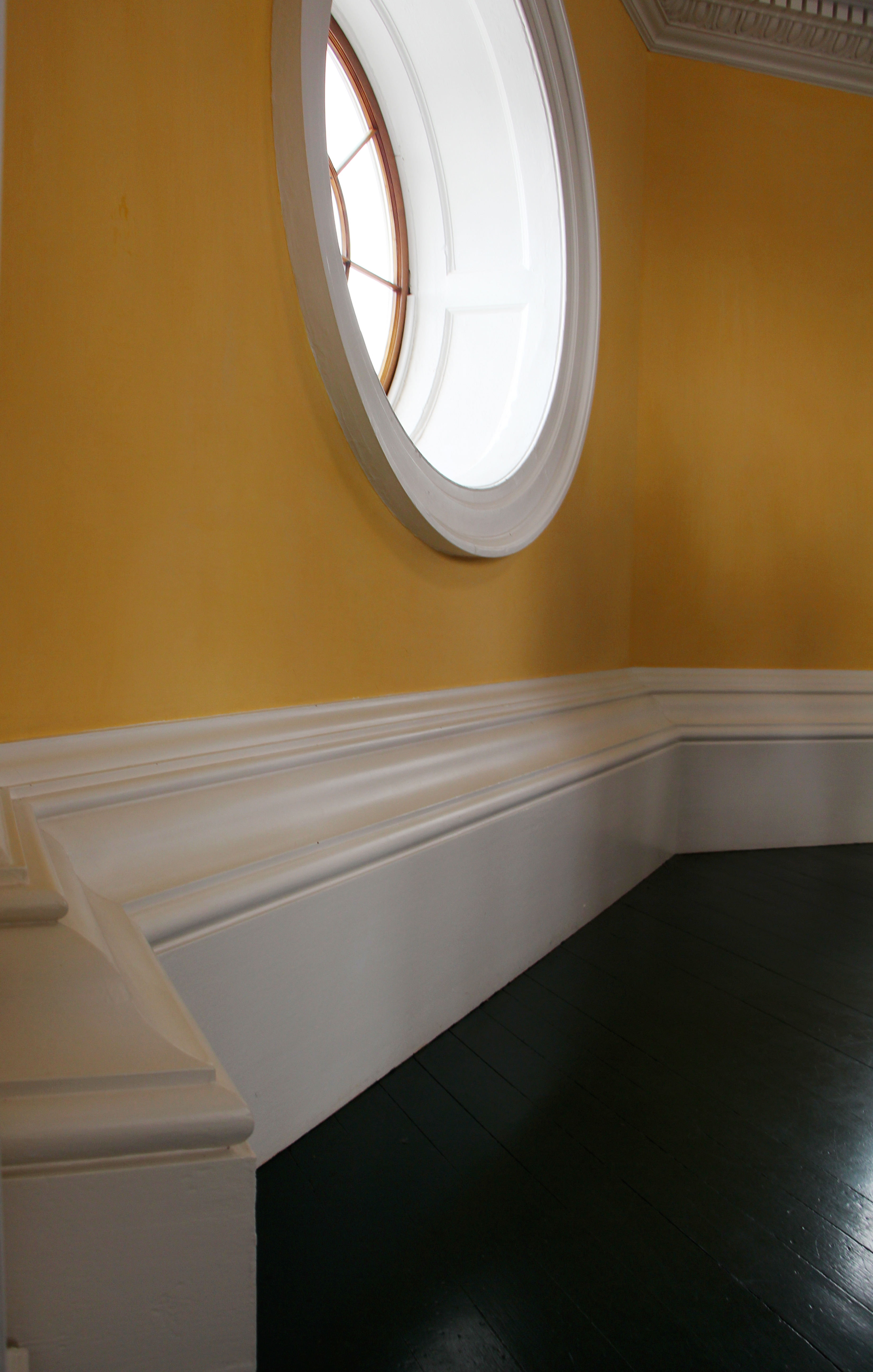
قبة مونتيسيلو المثمنة.
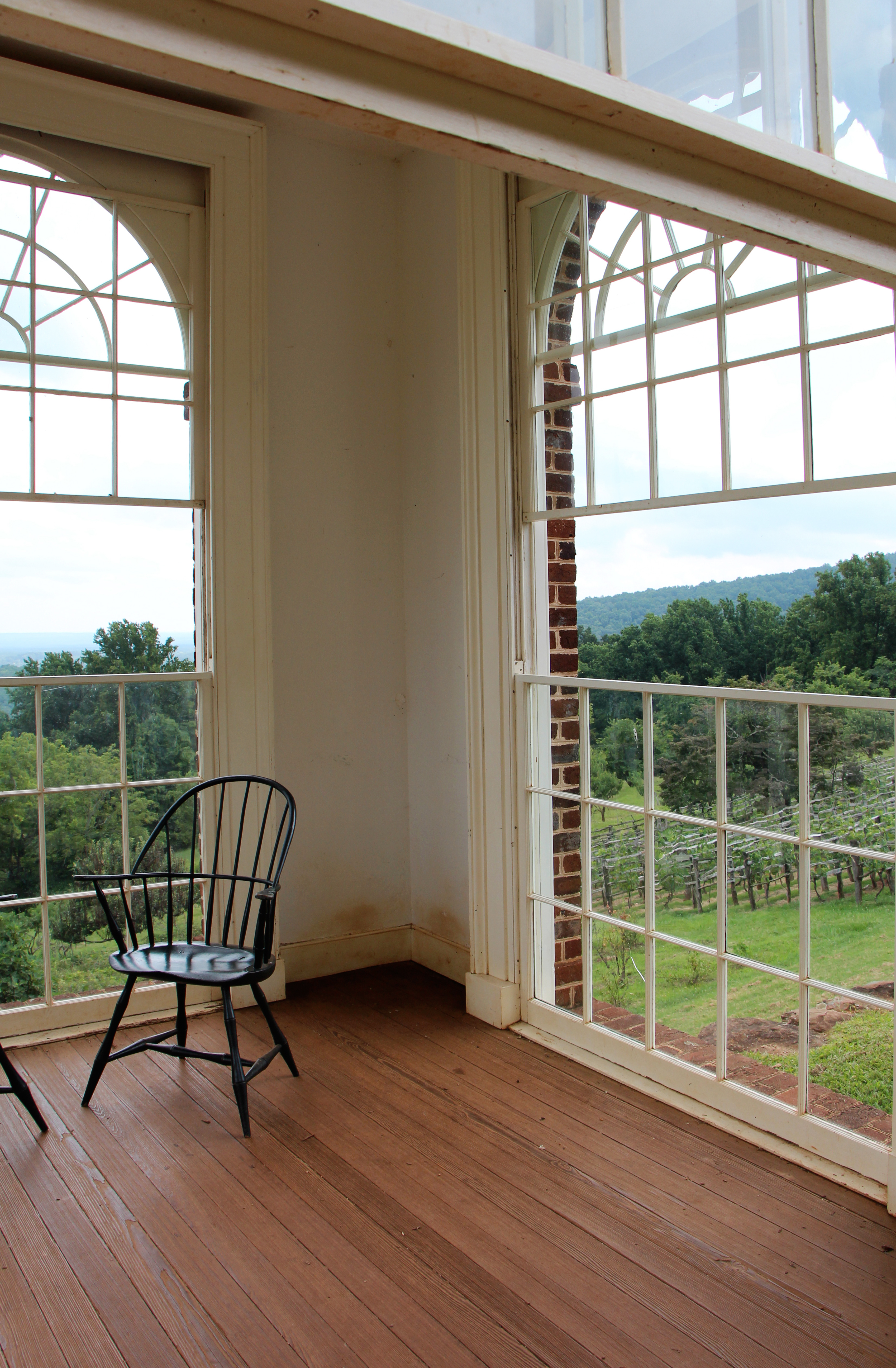
جناح مونتيسيلو.
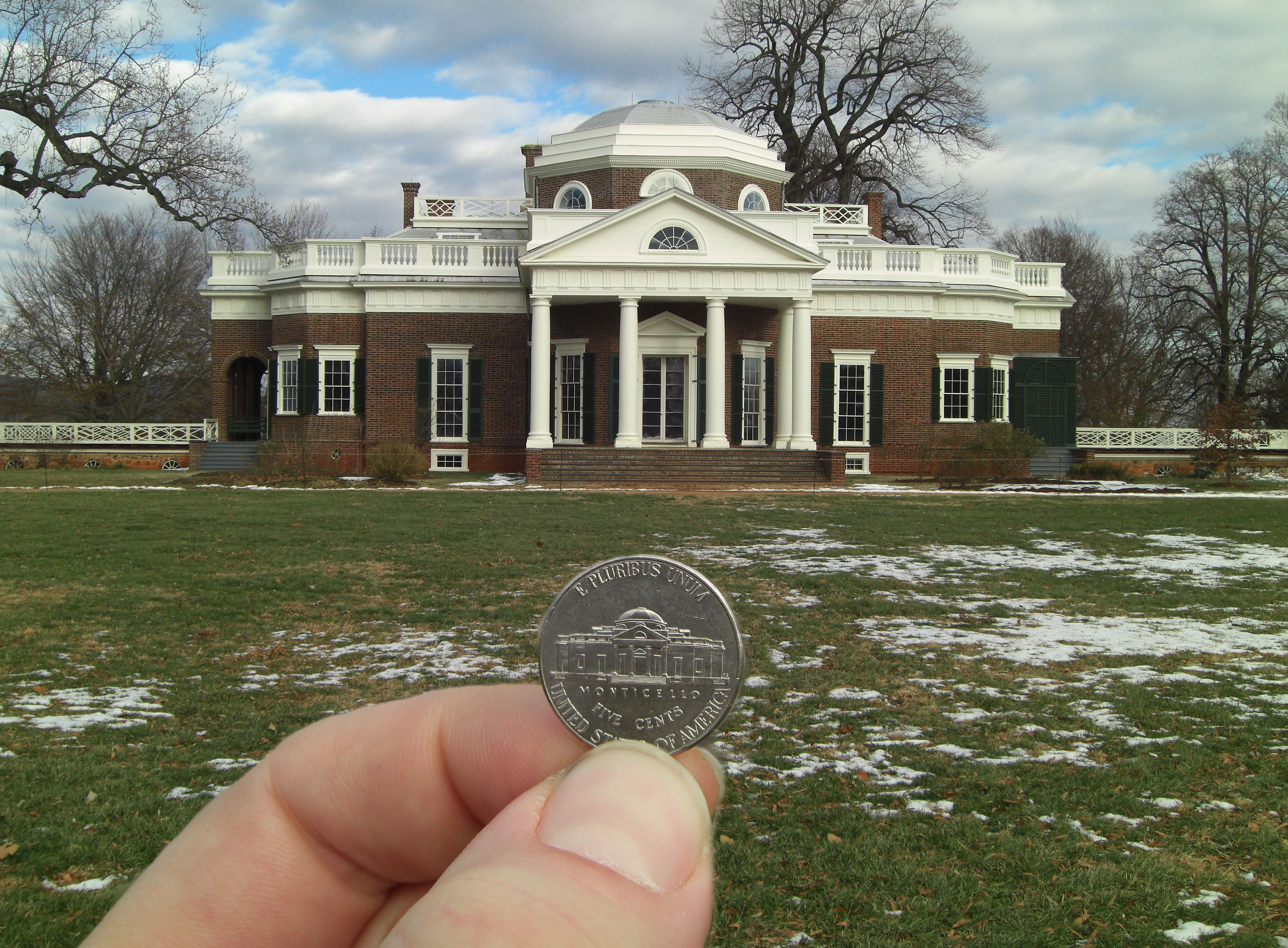
نيكل مونتيسيلو (القبة المثمنة).
- نيكل مونتيسيلو من العام 2003.
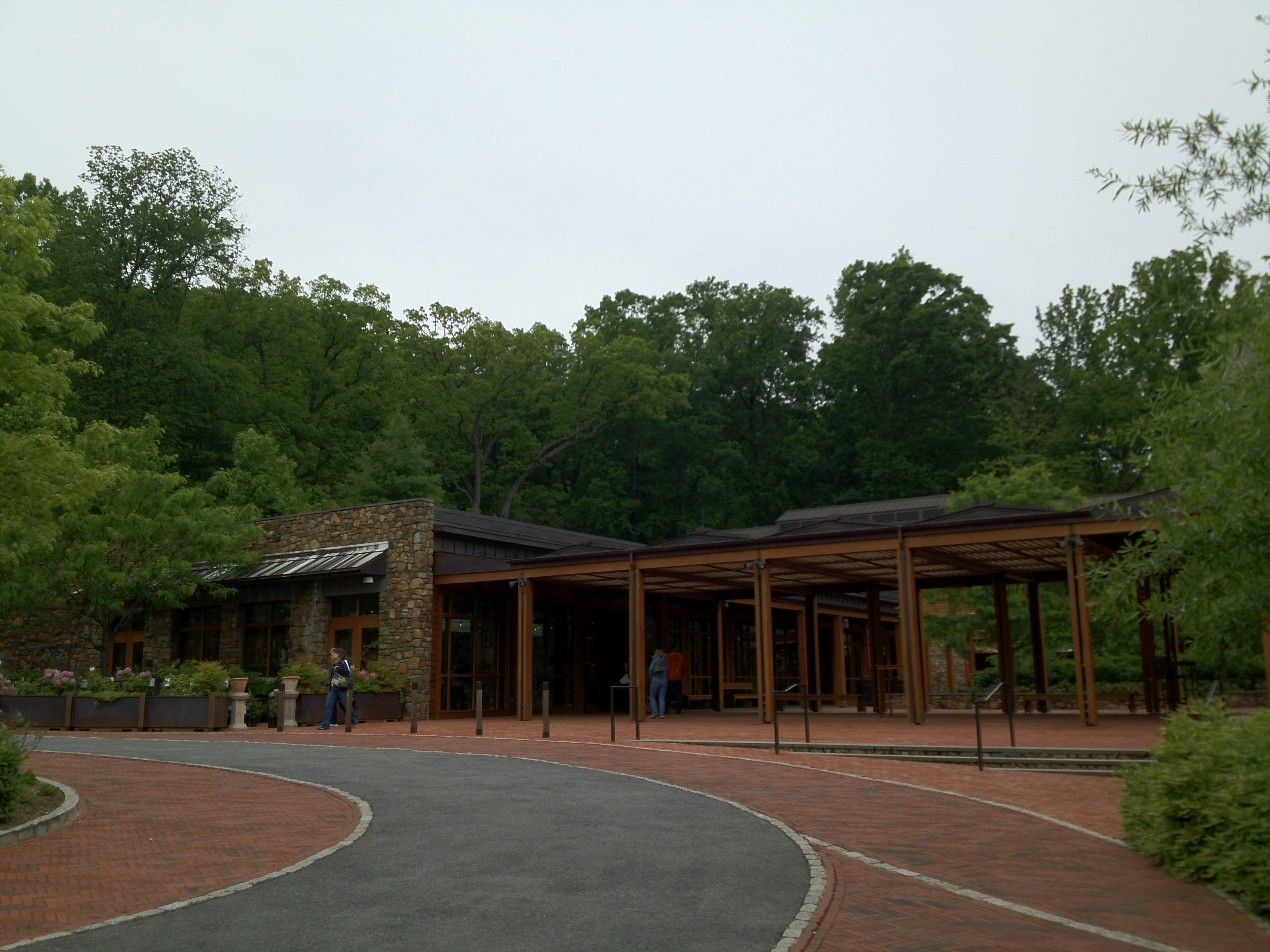
مركز زوار مونتيسيلو.
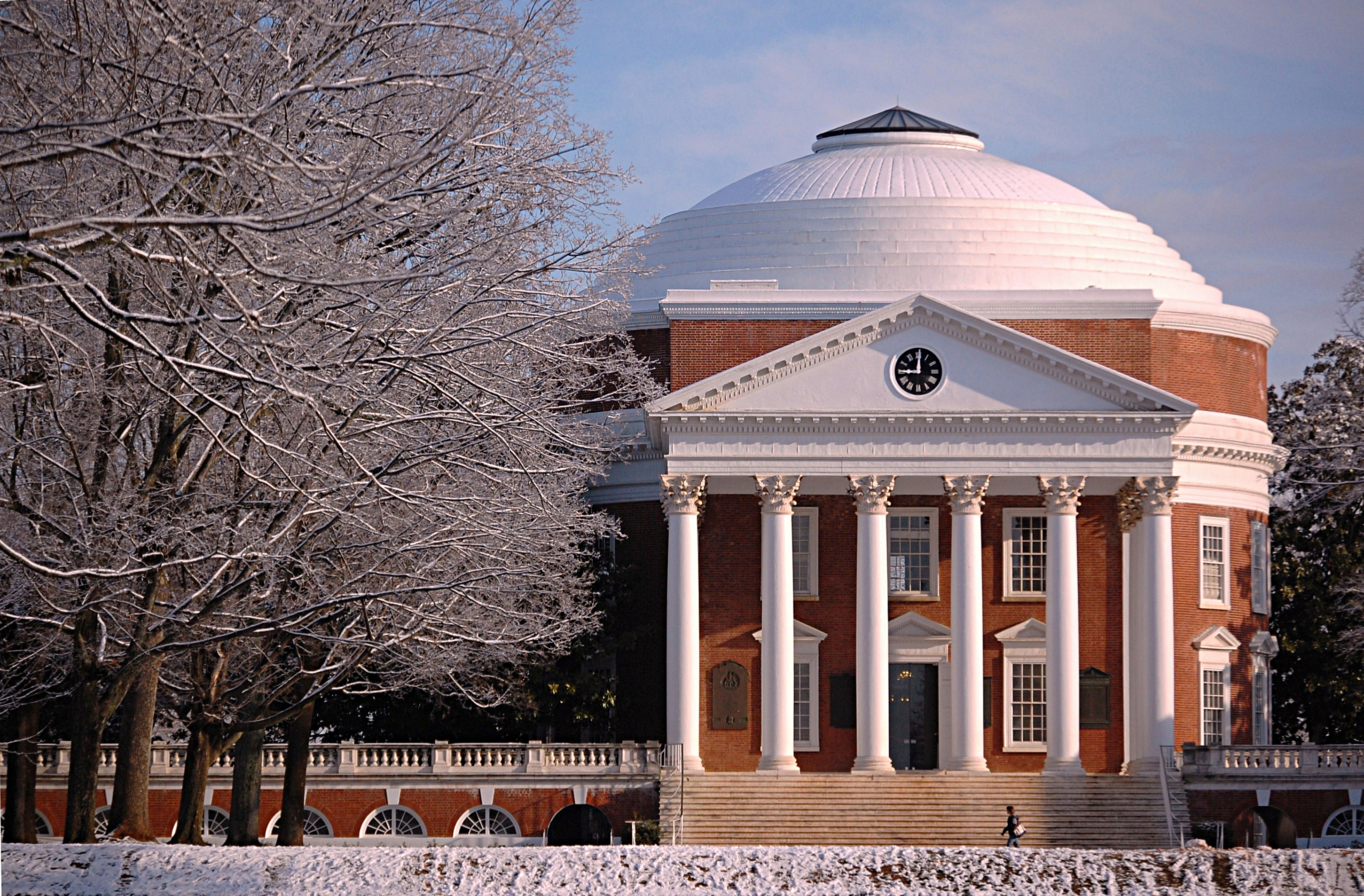
المرج الأخضر أمام مبنى بهو جامعة فرجينيا.

## الهوامش
1. ↑  في عهد توماس جيفرسون اشترت الولايات المتحدة "ولاية لويزيانا" من فرنسا في عهد نابوليون بمبلغ ستين مليون فرنكٍ فرنسيٍّ إضافةً إلى إلغاء عشرين مليون فرنكٍ من الديون الفرنسية على الولايات المتحدة. جرتِ العملية من دون موافقة "الجمعية الوطنية الفرنسية" آنذاك. وبحسب المعايير المعاصرة تعادل قيمة الصفقة ما قيمته أربعمئة مليار دولارٍ أمريكيٍّ.
2. ↑   سالي همينجز: خليلة جفرسون، كانت أًمَةً من السود، وقد أنجبت له ستة أولادٍ.
3. ↑  النيكل Nickel: هو العملة المعدنية ذات القيمة خمسة سنتاتٍ أمريكية والتي صكتها حكومة الولايات المتحدة. تتكون القطعة من سبيكة نيكل ونحاس cupronickel (75٪ نحاس و25٪ نيكل) وربما اتخذت منها اسمها الشائع، صدرت القطعة النقدية منذ العام 1866.